# Isuzu I-Mark
El Isuzu I-Mark fue ofrecido desde 1981 hasta 1989 en la versión estadounidense del Isuzu Gemini y comercializado entre 1980 a 1985 en los mercados de Estados Unidos y Canadá, el de la primera generación el modelo pertenecía a la familia de autos de General Motors en la llamada plataforma «T»; por lo tanto, el primer I-Mark estaba relacionado, entre otros, con el Opel Kadett C. El sucesor de tracción delantera también se vendió con otros emblemas así como Chevrolet Spectrum y en 1989 como Geo Spectrum.

## Primera generación (1980-1985)
De 1976 a 1979, el Isuzu Gemini ya había sido vendido como Buick Opel en los Estados Unidos a través de concesionarios Buick seleccionados. Desde 1980, Isuzu importó el Gemini interno como I-Mark en los Estados Unidos, Que se diferenció como Buick Opel por un amplio lavado de cara con nuevas secciones delanteras y traseras.
Se ofrecieron un coupé de dos puertas y un sedán de cuatro puertas en versión básica, de lujo y LS, propulsado por el motor de gasolina de cuatro cilindros Isuzu con 1817 cm³ desarrollando una potencia de 80 hp (59.5 kW) o un motor diesel de desplazamiento idéntico desarrollando 51 hp (38 kW), y que también se instaló en el Chevrolet Chevette norteamericano. Como estándar, una caja de cambios manual de cinco velocidades, un recargo para una transmisión automática de tres velocidades estaba disponible.
Para el año modelo 1986, el I-Mark fue reemplazado por un modelo homónimo de tracción delantera; hasta entonces, Isuzu vendió cerca de 60,000 unidades del modelo de tracción trasera en los Estados Unidos.

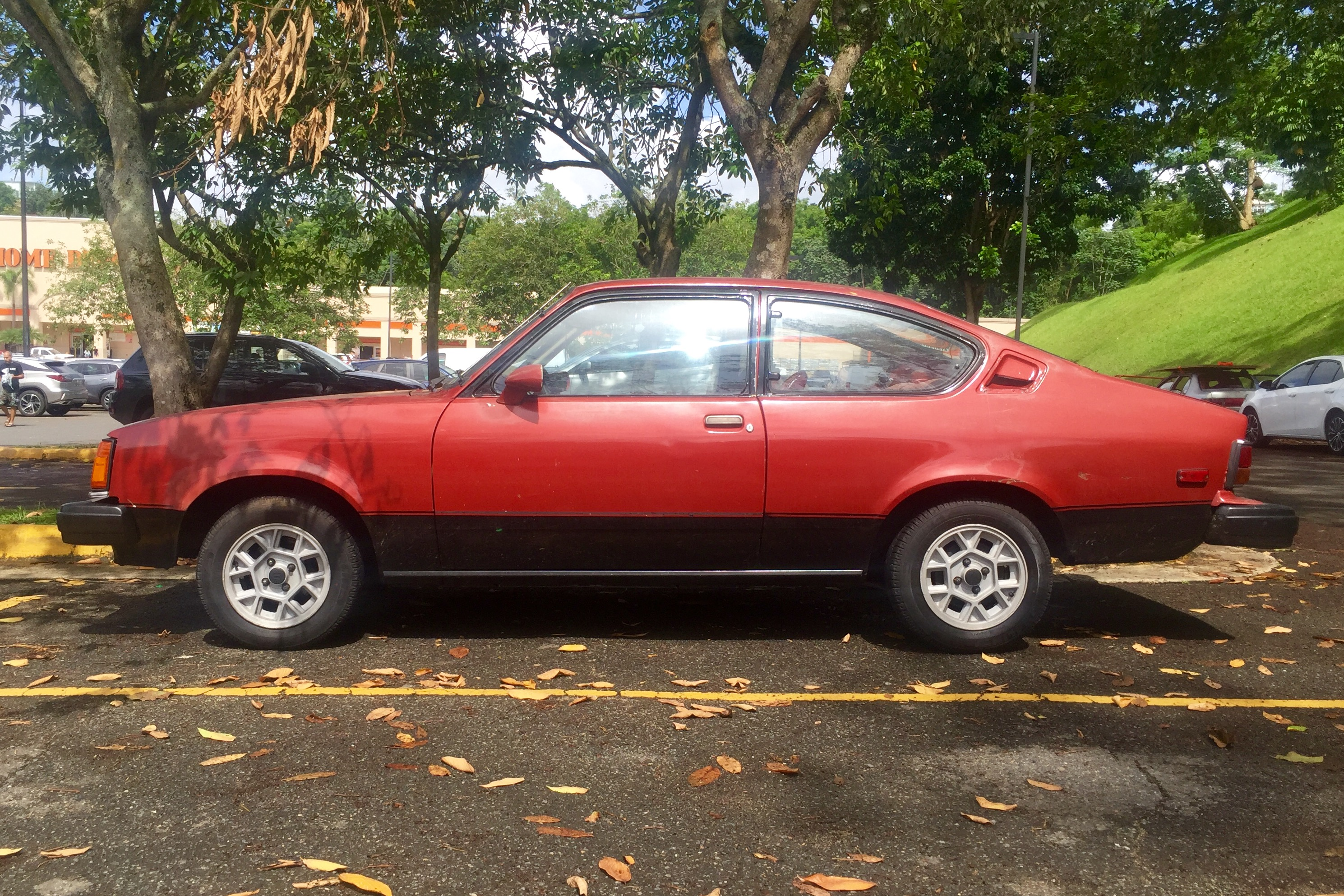
Isuzu I-Mark cupé

## Segunda generación (1986-1989)
El modelo sucesor de tracción delantera del primer I-Mark, que ocasionalmente también se ofrecía en Europa bajo el nombre nativo de  Isuzu Gemini, esta última obra de carrocería del italiano Giorgetto Giugiaro, y una tecnología completamente nueva.
En los Estados Unidos se mercadearon sedánes de cuatro puertas y hatchback de dos puertas, propulsado con un cuatro cilindros de 1471 cc con carburador doble desarrollando 70 Hp (52 kW). En los modelos de 1987 a 1989 también se especificó una versión turbo exprimiendo 110 caballos de fuerza (82 kW) de esta máquina, las  versiones LS y RS estaban disponibles con suspensión «Lotus-tuned» y algunas interesante insignias en un verde «British racing green» en los flancos del vehículo. La suspensión Lotus también intercambiaba amortiguadores, alteró la tasa de resorte e incluía Barra estabilizadorabarras estabilizadoras más fuertes., 1989 también trajo la I-Mark RS con motor DOHC de 1.6 litros con 125 caballos de fuerza (92 kW).
Entre 1986 y 1989, Isuzu vendió casi 120,000 automóviles en los Estados Unidos (incluido el cupé deportivo Isuzu Piazza).

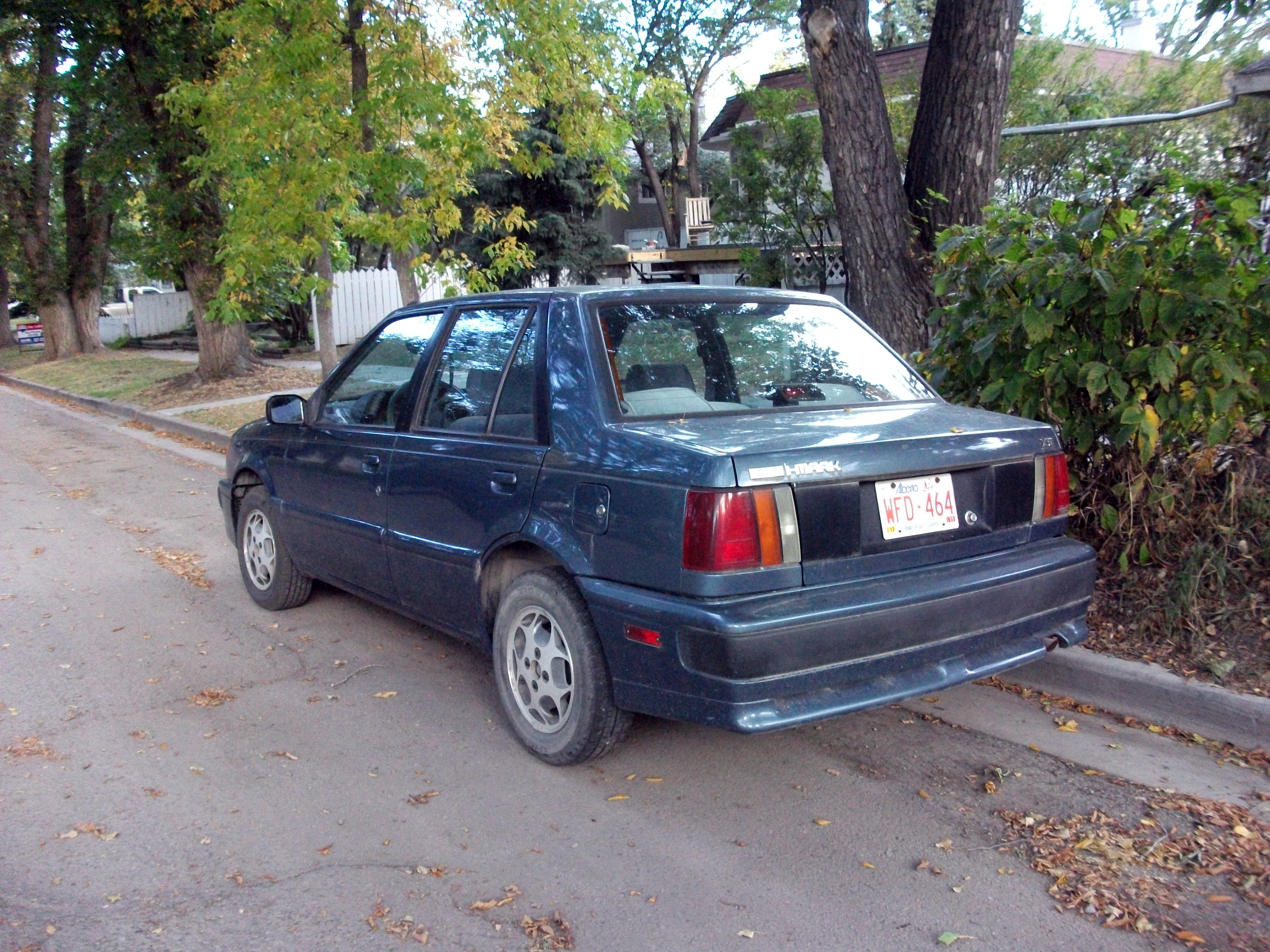
Isuzu I-Mark sedán cuatro puertas